# Seraina Boner
Seraina Boner (* 11. April 1982 in Klosters) ist eine ehemalige Schweizer Skilangläuferin, die sich ab der Saison 2010/11 auf Langdistanzrennen konzentrierte, aber auch auf kürzeren Strecken erfolgreich war. 2013 wurde sie Schweizer Meisterin über 5 km in freier Technik. Sie nahm an den Olympischen Winterspielen 2006 und 2014 sowie an den Nordischen Skiweltmeisterschaften 2007, 2015 und 2017 teil.

## Werdegang
Bei ihrem ersten grösseren internationalen Auftritt wurde Boner bei den Junioren-Weltmeisterschaften 2002 in Schonach im Schwarzwald 25. im Massenstartrennen über 15 Kilometer und 59. im Sprint. Im Dezember 2003 nahm sie in Davos erstmals am Weltcup teil. Nach einem 13. Platz in der Staffel wurde sie im Einzelrennen über zehn Kilometer in der klassischen Technik 58. von 63 Teilnehmerinnen.
Bei der Winter-Universiade 2005 in Innsbruck und Seefeld in Tirol wurde sie 48. über fünf Kilometer in der freien Technik. Bei den Olympischen Winterspielen 2006 im italienischen Turin wurde sie 41. über zehn Kilometer in der klassischen Technik und mit der Schweizer Langlaufstaffel Elfte. Bei den Weltmeisterschaften 2007 im japanischen Sapporo wurde sie im Rennen über zehn Kilometer, das diesmal in der freien Technik ausgetragen wurde, erneut 41., während sie sich mit der Staffel auf den neunten Rang verbessern konnte. Bei der Winter-Universiade 2007 in Turin wurde sie 32. über fünf Kilometer in der freien Technik. Am 23. Februar 2008 konnte sie im schwedischen Falun als 30. im 15-Kilometer-Verfolgungsrennen ihren ersten Weltcuppunkt erzielen.
Am 19. Januar 2014 erreichte sie beim Massenstartrennen über zehn Kilometer im polnischen Szklarska Poręba mit dem elften Platz ihr bestes Weltcupergebnis in einem Einzelrennen. Bei den Olympischen Winterspielen 2014 im russischen Sotschi konnte sie mit Platz sechs im Teamsprint und dem neunten Rang im Massenstartrennen über 30 Kilometer gleich zwei Top-Ten-Platzierungen erreichen. Auch bei den Weltmeisterschaften 2015 in Falun konnte sie sich mit Platz sieben im Teamsprint und Platz neun über zehn Kilometer in der freien Technik zwei Platzierungen im Vorderfeld erlaufen, während sie im Massenstartrennen über 30 Kilometer 15. wurde. Zwei Jahre später bei den Weltmeisterschaften 2017 in Lahti wurde sie lediglich in der Staffel eingesetzt, mit der sie Siebte wurde.
Zu ihren grössten Erfolgen gehören die Siege beim Birkebeinerrennet (2011, 2012, 2013, 2016), Gommerlauf (2010, 2016), Marcialonga (2011, 2013), König-Ludwig-Lauf (2013, 2014), Fossavatnsgangan (2013), La Diagonela (2014), Årefjällsloppet (2013, 2015) und beim Kaiser-Maximilian-Lauf (2016). Beim Vasalauf konnte sie 2012 den dritten Platz erreichen, 2013 wurde sie Zweite.
In der Gesamtwertung des FIS Skilanglauf-Marathon-Cups belegte sie in den Saisons 2011/2012 und 2012/13 den zweiten Platz. In den Jahren 2011, 2013 und 2014 konnte sie den Gesamtsieg bei Ski Classics davontragen. Bei Schweizer Meisterschaften siegte sie jeweils zweimal über 30 km (2011, 2014) und mit der Staffel (2000, 2009) und jeweils einmal über 5 km und in der Verfolgung (2013).

## Erfolge

### Siege bei Continental-Cup-Rennen
| Nr. | Datum            | Ort            | Disziplin      | Serie    |
| --- | ---------------- | -------------- | -------------- | -------- |
| 1.  | 3. Februar 2010  | Forni di Sopra | 5 km klassisch | Alpencup |
| 2.  | 15. Februar 2014 | Campra         | 10 km Freistil | Alpencup |

### Siege bei Worldloppet-Cup-Rennen
Anmerkung: Vor der Saison 2015/16 hiess der Worldloppet Cup noch Marathon Cup.
| Nr. | Datum           | Ort                          | Rennen            | Disziplin                     |
| --- | --------------- | ---------------------------- | ----------------- | ----------------------------- |
| 1.  | 30. Januar 2011 | Val di Fiemme / Val di Fassa | Marcialonga       | 70 km klassisch Massenstart 1 |
| 2.  | 19. März 2011   | Rena–Lillehammer             | Birkebeinerrennet | 54 km klassisch Massenstart 1 |
| 3.  | 17. März 2012   | Rena–Lillehammer             | Birkebeinerrennet | 54 km klassisch Massenstart 1 |
| 4.  | 27. Januar 2013 | Val di Fiemme / Val di Fassa | Marcialonga       | 70 km klassisch Massenstart 1 |

### Siege bei Ski-Classics-Rennen
| Nr. | Datum             | Ort                          | Rennen                 | Disziplin                     |
| --- | ----------------- | ---------------------------- | ---------------------- | ----------------------------- |
| 1.  | 30. Januar 2011   | Val di Fiemme / Val di Fassa | Marcialonga            | 70 km klassisch Massenstart 2 |
| 2.  | 19. März 2011     | Rena–Lillehammer             | Birkebeinerrennet      | 54 km klassisch Massenstart 2 |
| 3.  | 2. April 2011     | Norefjell                    | Norefjellsrennet       | 66 km klassisch Massenstart   |
| 4.  | 17. März 2012     | Rena–Lillehammer             | Birkebeinerrennet      | 54 km klassisch Massenstart 2 |
| 5.  | 31. März 2012     | Vålådalen                    | Ski Classics Final     | 53 km klassisch Massenstart   |
| 6.  | 27. Januar 2013   | Val di Fiemme / Val di Fassa | Marcialonga            | 70 km klassisch Massenstart 2 |
| 7.  | 3. Februar 2013   | Oberammergau                 | König-Ludwig-Lauf      | 50 km klassisch Massenstart   |
| 8.  | 16. März 2013     | Rena–Lillehammer             | Birkebeinerrennet      | 56 km klassisch Massenstart   |
| 9.  | 23. März 2013     | Vålådalen–Åre                | Årefjällsloppet        | 75 km klassisch Massenstart   |
| 10. | 12. Januar 2014   | Zuoz                         | La Diagonela           | 52 km klassisch Massenstart   |
| 11. | 2. Februar 2014   | Oberammergau                 | König-Ludwig-Lauf      | 50 km klassisch Massenstart   |
| 12. | 14. Dezember 2014 | Livigno                      | La Sgambeda            | 35 km klassisch Massenstart   |
| 13. | 28. März 2015     | Vålådalen                    | Årefjällsloppet        | 47 km klassisch Massenstart   |
| 14. | 7. Februar 2016   | Seefeld                      | Kaiser-Maximilian-Lauf | 65 km klassisch Massenstart   |
| 15. | 19. März 2016     | Rena–Lillehammer             | Birkebeinerrennet      | 54 km klassisch Massenstart   |

### Sonstige Siege bei Skimarathon-Rennen
- 2010 Gommerlauf, 30 km Freistil
- 2013 Fossavatnsgangan, 50 km klassisch
- 2016 Gommerlauf, 42 km Freistil
- 2018 Holmenkollmarsjen, 54 km klassisch
- 2019 Gommerlauf, 42 km Freistil
- 2020 Gommerlauf, 42 km Freistil

## Teilnahmen an Weltmeisterschaften und Olympischen Winterspielen

### Olympische Spiele
- 2006 Turin: 11. Platz Staffel, 41. Platz 10 km klassisch
- 2014 Sotschi: 7. Platz Teamsprint klassisch, 9. Platz 30 km Freistil Massenstart

### Nordische Skiweltmeisterschaften
- 2007 Sapporo: 9. Platz Staffel, 41. Platz 10 km Freistil
- 2015 Falun: 7. Platz Teamsprint Freistil, 9. Platz 10 km Freistil, 15. Platz 30 km klassisch Massenstart
- 2017 Lahti: 7. Platz Staffel

## Platzierungen im Weltcup

### Weltcup-Statistik
Die Tabelle zeigt die erreichten Platzierungen im Einzelnen.
- 1.–3. Platz: Anzahl der Podiumsplatzierungen
- Top 10: Anzahl der Platzierungen unter den ersten zehn
- Punkteränge: Anzahl der Platzierungen innerhalb der Punkteränge
- Starts: Anzahl gelaufener Rennen in der jeweiligen Disziplin
- Hinweis: Bei den Distanzrennen erfolgt die Einordnung gemäss FIS.

| Platzierung         | Distanzrennen a | Distanzrennen a | Distanzrennen a | Distanzrennen a | Distanzrennen a | Skiathlon Verfolgung | Sprint | Etappen- rennen b | Gesamt | Team c | Team c  |
| Platzierung         | ≤ 5 km          | ≤ 10 km         | ≤ 15 km         | ≤ 30 km         | > 30 km         | Skiathlon Verfolgung | Sprint | Etappen- rennen b | Gesamt | Sprint | Staffel |
| ------------------- | --------------- | --------------- | --------------- | --------------- | --------------- | -------------------- | ------ | ----------------- | ------ | ------ | ------- |
| 1. Platz            |                 |                 |                 |                 |                 |                      |        |                   |        |        |         |
| 2. Platz            |                 |                 |                 |                 |                 |                      |        |                   |        |        |         |
| 3. Platz            |                 |                 |                 |                 |                 |                      |        |                   |        |        |         |
| Top 10              |                 |                 |                 |                 |                 |                      |        |                   |        |        | 3       |
| Punkteränge         | 2               | 4               | 5               | 2               |                 | 3                    | 1      |                   | 17     |        | 8       |
| Starts              | 5               | 35              | 9               | 3               |                 | 9                    | 16     | 2                 | 79     |        | 8       |
| Stand: Karriereende |                 |                 |                 |                 |                 |                      |        |                   |        |        |         |

### Weltcup-Gesamtplatzierungen
| Saison  | Gesamt | Gesamt | Distanz | Distanz | Sprint | Sprint |
| Saison  | Punkte | Platz  | Punkte  | Platz   | Punkte | Platz  |
| ------- | ------ | ------ | ------- | ------- | ------ | ------ |
| 2007/08 | 4      | 98.    | 4       | 66.     | –      | -      |
| 2008/09 | 2      | 127.   | 2       | 93.     | –      | -      |
| 2010/11 | 7      | 111.   | 7       | 75.     | –      | -      |
| 2013/14 | 26     | 91.    | 26      | 59.     | –      | -      |
| 2014/15 | 49     | 72.    | 38      | 52.     | 11     | 61.    |
| 2015/16 | 50     | 57.    | 50      | 36.     | –      | -      |